# Slankekur
En slankekur er en fællesbetegnelse for en række handlinger en person foretager sig for at gå ned i vægt. Slankekure er et middel mod overvægt, men en sygelig fokusering på egen vægt kan resultere i spiseforstyrrelser. Typisk vil en slankekur omfatte en diæt (kostomlægning) evt. kombineret med motion. Der findes et utal forskellige slankekure, men vægttabet opnås altid ved at ændre kroppens energibalance. Det kan udelukkende ske ved enten at mindske indtaget af energi i mad og drikke og/eller ved større forbrænding ved f.eks. med mere fysisk arbejde og motion.
Generelt kan man inddele slankekure i årsagsbehandlende og symptombehandlende. Målet med årsagsbehandlende kure er at ændre vaner, således at energibalancen forskydes og vægttab opnås som følge. Omvendt er målet med symptombehandlende kure udelukkende at tabe sig, men ikke nødvendigvis ændre de vaner, som kunne føre til overvægt. Symptombehandlende kure tilbydes ofte i form at slankepulver og specialkost, men er uden vaneændring kun effektive under selve kurven.

## Kalorietælling
Kalorietælling er et gammelt kendt begreb, hvis man gerne vil opnå et vægttab og derfor bliver ofte brugt i forbindelse med en slankekur. Det går ud på, at man vejer sin mad og derefter slå dens kalorieværdi op i en kalorietabel. Altså det antal af kalorier, som kroppen indtager. Man kan også måle det antal ekstra kalorier, som kroppen forbrænder ved at man dyrker sport eller anden hård fysisk aktivitet. Hvis man indtager færre kalorier end man forbrænder, så taber man sig og hvis man indtager flere, så tager man på. Udover kalorietabel har man også brug for en vægttabel, hvor man kan slå sin normalvægt i forhold til ens alder og højde. Til sidst har man brug for den kalorieværdi, som ens krop forbruger gennemsnitlig i løbet af dagen. Denne værdi vil være forskellig for mænd og kvinder.